# نغمة رنين
نغمة الرنين، أو رنّة، هي الصوت الذي يصدره الهاتف الخلوي معبراً عن صدور مكالمة آتية. وهي برنامج يشير باختلاف واسع في الصوت لتنبيه حامل الهاتف بورود مكالمة، أو تحذيراً ما، كرسالة نصية.
نغمة الرنين هي برنامج مخزن على رقاقة المايكروبروسيسور الخاص بالهاتف كل مهمته في الحياة إخبار السماعة الصوت الذي تصدره للدلالة على ورود مكالمة هاتفية ، اعتماداً على الإشارات التي يتلقاها الخلوي من الشبكة التي تخبره بورود مكالمة هاتفية.

## الأنواع
من الممكن أن يكون تنسيق النغمة مونوفونيك، بوليفونيك كتنسيق ميدي، قطعة من أغنية، أو حتى أغنية فعلية، في تنسيقات مختلفة مثل : إم بي 3 (فقط عندما يدعم الهاتف ذلك).

## وصلات خارجية
- كيف تعمل نغمة الرنين